# TV Андромеды
TV Андромеды (лат. TV Andromedae) — двойная звезда в созвездии Андромеды на расстоянии приблизительно 2307 световых лет (около 707 парсеков) от Солнца. Видимая звёздная величина звезды — от +11,5m до +8,3m.

## Характеристики
Первый компонент — красный гигант, пульсирующая полуправильная переменная звезда типа SRB (SRB)'' спектрального класса M4e-M5e, или M4e', или M5e, или Me. Масса — около 0,706 солнечной, радиус — около 136,663 солнечных, светимость — около 623,811 солнечных. Эффективная температура — около 3302 K.
Второй компонент — коричневый карлик. Масса — около 38,1 юпитерианских. Удалён на 1,332 а.е..